# Bộ Cá vược
Bộ Cá vược (danh pháp khoa học: Perciformes, còn gọi là Percomorphi hay Acanthopteri, như định nghĩa truyền thống bao gồm khoảng 40% các loài cá xương và là bộ lớn nhất trong số các bộ của động vật có xương sống. Tên gọi Perciformes có nghĩa là giống như cá pecca/cá vược. Chúng thuộc về lớp Cá vây tia (Actinopterygii) và bao gồm trên 7.000 loài khác nhau, với kích thước và hình dáng đa dạng, được tìm thấy trong gần như trong mọi môi trường nước. Bộ này cũng là bộ động vật có xương sống với kích thước biến đổi nhiều nhất, từ nhỏ bé như ở Schindleria brevipinguis (dài 0,7 cm/ 0,3 inch) tới lớn như ở các loài Makaira (dài 5 m/16,5 ft). Chúng lần đầu tiên xuất hiện và đa dạng hóa trong Hậu Phấn trắng.
Các loài cá dạng cá vược thông thường có các vây lưng và vây hậu môn được phân chia thành các gai ở phần trước và các tia vây mềm ở phần sau, chúng có thể tách biệt một phần hay toàn phần. Chúng thường cũng có các vây chậu với 1 gai và tới 5 tia vây mềm, hoặc là nằm ở dưới phần họng hoặc dưới phần bụng. Vảy thông thường có rìa thô ráp, mặc dù đôi khi có rìa nhẵn hay biến đổi khác. Các đặc trưng khác, mang tính chuyên ngành hơn được xác định cho từng nhóm là khác nhau.
Sự phân loại hiện tại vẫn còn mâu thuẫn. Theo định nghĩa thông thường thì bộ Perciformes gần như chắc chắn là cận ngành. Các bộ khác có thể nên đưa vào bộ này trong vai trò như là các phân bộ bao gồm bộ Cá mù làn (Scorpaeniformes), bộ Cá nóc (Tetraodontiformes), bộ Cá thân bẹt (Pleuronectiformes). Với bộ như được công nhận như hiện tại thì một vài phân bộ cũng có thể là cận ngành.

## Phân loại

### Nelson 2016
Các họ liệt kê dưới đây theo phân bộ/siêu họ, nói chung theo Fishes of the World của Joseph S. Nelson.
1. Phân bộ Percoidei
  1. Siêu họ Percoidea
    1. Acropomatidae (họ Cá pecca biển ôn đới)
    2. Ambassidae (họ Cá sơn biển)
    3. Apogonidae (họ Cá sơn)
    4. Arripidae (họ Cá hồi Úc)
    5. Banjosidae: họ Cá ban giô
    6. Bathyclupeidae
    7. Bramidae (họ Cá vền biển)
    8. Callanthiidae
    9. Carangidae (họ Cá khế, cá nục, cá sòng)
    10. Caristiidae
    11. Centracanthidae
    12. Centrarchidae (họ Cá thái dương nước ngọt)
    13. Centropomidae
    14. Chaetodontidae (họ Cá bướm)
    15. Coryphaenidae (họ Cá nục heo)
    16. Dichistiidae
    17. Dinolestidae
    18. Dinopercidae
    19. Drepaneidae (họ Cá hiên/khiên)
    20. Echeneidae
    21. Emmelichthyidae
    22. Enoplosidae
    23. Epigonidae
    24. Gerreidae (cá móm)
    25. Glaucosomatidae
    26. Grammatidae
    27. Haemulidae (cá sạo)
    28. Howellidae
    29. Inermiidae
    30. Kuhliidae
    31. Kyphosidae (họ Cá dầm)
    32. Lactariidae
    33. Lateolabracidae: (họ Cá vược Nhật Bản)
    34. Latidae: (họ Cá chẽm, tách ra từ họ Centropomidae năm 2004)
    35. Leiognathidae (họ Cá liệt)
    36. Leptobramidae
    37. Lethrinidae (họ Cá hè)
    38. Lobotidae (họ Cá hường vện, cá rô biển, cá ba đuôi)
    39. Lutjanidae (họ Cá hồng)
    40. Malacanthidae
    41. Menidae (Cá lưỡi búa)
    42. Monodactylidae (họ Cá chim dơi, cá chim khoang, cá chim bạc)
    43. Moronidae
    44. Mullidae (họ Cá phèn)
    45. Nandidae (họ Cá sặc vện)
    46. Nematistiidae
    47. Nemipteridae (họ Cá lượng/cá đổng)
    48. Notograptidae
    49. Opistognathidae
    50. Oplegnathidae
    51. Ostracoberycidae
    52. Pempheridae (họ Cá sóc vây đơn, cá bánh lái, cá ngắn sống)
    53. Pentacerotidae
    54. Percichthyidae
    55. Percidae (họ Cá vược, cá pecca)
    56. Plesiopidae (họ Cá đông)
    57. Polycentridae
    58. Polynemidae (họ Cá vây tua, cá nhụ, cá phèn)
    59. Polyprionidae
    60. Pomacanthidae (họ Cá bướm gai)
    61. Pomatomidae
    62. Priacanthidae
    63. Pseudochromidae
    64. Rachycentridae (họ Cá giò)
    65. Sciaenidae (họ Cá đù)
    66. Scombropidae
    67. Serranidae (họ Cá mú)
    68. Sillaginidae (họ Cá đục)
    69. Sparidae (họ Cá tráp/cá chìa vôi sông)
    70. Terapontidae (họ Cá căng)
    71. Toxotidae (họ Cá măng rổ)

  2. Siêu họ Cirrhitoidea
    1. Aplodactylidae
    2. Cheilodactylidae
    3. Chironemidae
    4. Cirrhitidae
    5. Latridae

  3. Siêu họ Cepoloidea
    1. Cepolidae (họ Cá dao đỏ)
2. Phân bộ Elassomatoidei
  1. Elassomatidae
3. Phân bộ Labroidei
  1. Cichlidae (họ Cá hoàng đế/cá rô phi, cá thần tiên)
  2. Embiotocidae
  3. Labridae (họ Bàng chài)
  4. Odacidae
  5. Pomacentridae (họ Cá thia)
  6. Scaridae (họ Cá mó)
4. Phân bộ Zoarcoidei
  1. Anarhichadidae
  2. Bathymasteridae
  3. Cryptacanthodidae
  4. Pholidae
  5. Ptilichthyidae
  6. Scytalinidae
  7. Stichaeidae
  8. Zaproridae
  9. Zoarcidae
5. Phân bộ Notothenioidei
  1. Bathydraconidae
  2. Bovichthyidae
  3. Channichthyidae
  4. Harpagiferidae
  5. Nototheniidae
6. Phân bộ Trachinoidei
  1. Ammodytidae
  2. Champsodontidae
  3. Cheimarrhichthyidae
  4. Chiasmodontidae
  5. Creediidae
  6. Leptoscopidae
  7. Percophidae
  8. Pholidichthyidae
  9. Pinguipedidae (họ Cá lú)
  10. Trachinidae
  11. Trichodontidae
  12. Trichonotidae
  13. Uranoscopidae (cá sao, cá xem sao)
7. Phân bộ Blennioidei
  1. Blenniidae (cá mào gà)
  2. Chaenopsidae
  3. Clinidae
  4. Dactyloscopidae
  5. Labrisomidae
  6. Tripterygiidae
8. Phân bộ Icosteoidei
  1. Icosteidae
9. Phân bộ Gobiesocoidei
  1. Gobiesocidae
10. Phân bộ Callionymoidei
  1. Callionymidae (cá đàn lia)
  2. Draconettidae
11. Phân bộ Gobioidei
  1. Eleotridae (họ Cá bống đen, bống bớp)
  2. Gobiidae (họ Cá bống trắng)
  3. Kraemeriidae (họ Cá bống cát)
  4. Microdesmidae (họ Cá bống biển sâu)
  5. Odontobutidae
  6. Ptereleotridae
  7. Rhyacichthyidae (họ Cá bống chạch)
  8. Schindleriidae
  9. Xenisthmidae
12. Phân bộ Kurtoidei
  1. Kurtidae
13. Phân bộ Acanthuroidei
  1. Acanthuridae (họ Cá đuôi gai)
  2. Ephippidae (họ Cá tai tượng biển)
  3. Luvaridae
  4. Scatophagidae (họ Cá nâu)
  5. Siganidae (họ Cá dìa)
  6. Zanclidae (họ Cá thù lù)
14. Phân bộ Scombrolabracoidei
  1. Scombrolabracidae
15. Phân bộ Scombroidei
  1. Sphyraenidae (họ Cá nhồng)
  2. Gempylidae (họ Cá thu rắn)
  3. Trichiuridae (họ Cá hố)
  4. Scombridae (họ Cá thu ngừ, gồm cá thu và cá ngừ, cá bạc má)
  5. Xiphiidae (họ Cá kiếm)
  6. Istiophoridae (họ Cá cờ)
16. Phân bộ Stromateoidei
  1. Amarsipidae
  2. Ariommatidae
  3. Centrolophidae
  4. Nomeidae
  5. Tetragonuridae
  6. Stromateidae (họ Cá chim bạc/cá chim trắng)
17. Phân bộ Anabantoidei
  1. Anabantidae (họ Cá rô/cá rô đồng)
  2. Belontiidae (họ Cá sặc)
  3. Helostomatidae (họ Cá mùi, cá hường)
  4. Luciocephalidae
  5. Osphronemidae (họ Cá tai tượng, bao gồm cá lia thia, cá chọi Xiêm, cá tai tượng, cá đuôi cờ, mại cờ v.v)
18. Phân bộ Channoidei
  1. Channidae (Họ Cá quả/cá lóc, cá chuối)
19. Phân bộ Caproidei
  1. Caproidae (cá thoi)

## Chia tách và sáp nhập
Trong một thời gian dài Perciformes đã từng được coi là một đơn vị phân loại không đơn ngành hay đơn vị phân loại thùng rác"), và chứa ít nhất 160 họ trong ít nhất 20 phân bộ, với tính toàn vẹn phát sinh chủng loài đáng ngờ. Một số nghiên cứu phát sinh chủng loài sử dụng các dữ liệu hình thái và phân tử cũng từng phục hồi Perciformes như là nhóm cận ngành hay đa ngành. Johnson và Patterson (1993) cho rằng Perciformes có thể là đơn ngành nhưng chỉ nếu như các giới hạn phân loại của nó được mở rộng để bao gồm các thành viên của Scorpaeniformes, Pleuronectiformes, Tetraodontiformes.
Springer và Johnson (2004) gợi ý rằng Tetraodontiformes (gộp cả Caproidei) là các dòng dõi tiền perciforms", trong khi Nelson (2006) lưu ý rằng Pleuronectiformes và Tetraodontiformes có lẽ phát sinh từ perciform. Li et al. (2008) và Li et al. (2009) phục hồi tính đa ngành của Perciformes, trong đó các đơn vị phân loại theo truyền thống gán cho perciform được đặt gần với Lophiiformes, Gasterosteiformes, Scorpaeniformes và Mugiliformes. Wiley và Johnson (2010) cũng lưu ý về tính không đơn ngành của Perciformes", nhưng dựng lên các bộ đơn ngành (dựa theo hình thái học) cho nhiều phân bộ trước đây gộp trong phạm vi Perciformes sensu lato. Các tác giả này cũng đặt sự đa dạng của percomorphs, bao gồm cả Pleuronectiformes, Tetraodontiformes, Lophiiformes, Batrachoidiformes và Ophidiiformes, trong nhóm Percomorphacea (Percomorpha trước đây). Wiley và Johnson (2010)  đề xuất rằng Perciformes sensu stricto chỉ nên gộp các nhóm mà trước đây đặt trong phân bộ Percoidei (sensu Nelson, 2006), nhưng không đưa ra chứng cứ cho tính đơn ngành của nó.
Percoidei (sensu Nelson, 2006), phân bộ perciform lớn nhất, cũng từng là khét tiếng do sự thiếu vắng các đặc trưng phái sinh được chia sẻ (synapomorphy) của nó và thiếu sự dung giải cho các percomorphs bậc cao hơn. Regan (1913) định nghĩa Percoidei bằng sự thiếu vắng các dị thường đặc biệt đặc trưng cho các phân bộ perciform khác. Johnson (1984) nhận dạng 2 kiểu gộp nhóm nhân tạo cho percoids: nhóm cơ sở" hay percoids tổng quát hóa hơn, và nhóm percoids còn lại được đặc trưng bởi các biến đổi của các xương hộp sọ bên cạnh sự gai hóa các loạt xương nắp mang và ngực. Nhóm percoids tổng quát hóa của ông bao gồm Acropomatidae, Gerreidae, Girellidae, Haemulidae, Kyphosidae, Sciaenidae, Scorpididae, Sparidae và Terapontidae, một nhóm mà ông cho là nguyên thủy hơn" trong một phân nhóm lớn của các họ percoid.
Smith và Craig (2007), dựa theo các trình tự ti thể và hạt nhân tổ hợp (4036 bp) từ 180 đơn vị phân loại percomorph, lưu ý rằng không có khác biệt phát sinh chủng loài giữa Perciformes, Percoidei và Percomorpha do percoids" là phổ biến trong khắp Percomorpha (sensu Johnson và Patterson, 1993). Theo Smith và Craig, các thành viên của Percoidei được đặt trong các dòng dõi của Perciformes, Pleuronectiformes và Tetraodontiformes, bao gồm các đại diện của Atherinomorpha, Gasterosteiformes và Scorpaeniformes. Dettai và Lecointre (2005) và Li et al. (2009) cũng thu được percoids trong nhiều nhánh khác nhau cùng các thành viên của scorpaenids, trachinoids và ophidiiforms, và nhấn mạnh sự cần thiết lấy mẫu phân loại quy mô rộng để giải quyết vấn đề percoids, đặc biệt là cho các thành viên với các mối quan hệ hình thái mập mờ. Smith và Craig (2007) đề xuất sửa đổi phân loại percoid của Nelson (2006) bằng cách loại Percidae ra khỏi Percoidei và Trachinidae ra khỏi Trachinoidei, và bằng cách tạo ra một phân bộ không đơn ngành mới (đơn vị phân loại thùng rác) là Moronoidei.
Gần đây hơn, một nghiên cứu phát sinh chủng loài quy mô rộng với cá xương do dự án Euteleost Tree of Life (EToL) tiến hành đã kiểm tra 21 marker di truyền và 1410 đơn vị phân loại trong 369 họ. Nghiên cứu này đề xuất phân loại phát sinh chủng loài của cá dựa theo các dữ liệu phân tử, dựng lên 9 loạt được hỗ trợ khá tốt trong phạm vi Percomorphaceae. Các loạt này bao gồm Ophidiaria (1 bộ); Batrachoidaria (1 bộ); Gobiaria (2 bộ); Syngnatharia (1 bộ); Pelagiaria (1 bộ); Anabantaria (2 bộ); Carangaria (ít nhất 3 bộ); Ovalentaria (ít nhất 7 bộ); và Eupercaria (ít nhất 13 bộ, bao gồm cả Perciformes nghĩa mới). Định nghĩa mới của Perciformes hiện nay là đơn ngành, bao gồm khoảng 60 họ. Giới hạn này của bộ là nhỏ hơn đáng kể so với sự gộp tới 160 họ của Nelson.
Hiện tại, người ta đề xuất phân chia bộ Cá vược ra thành một số bộ, như Kurtiformes, Gobiiformes, Scombriformes, Anabantiformes, Istiophoriformes, Carangiformes, Cichliformes, Pholidichthyiformes, Blenniiformes, Uranoscopiformes, Labriformes, Ephippiformes, Spariformes, Acanthuriformes, Pempheriformes, Centrarchiformes cùng một số họ ở các vị trí không xác định (incertae sedis) trong Percomorphaceae hoặc các nhánh nhỏ hơn, cùng 5 họ chuyển sang bộ Syngnathiformes; trong khi đó bộ Scorpaeniformes thì gần như bị sáp nhập hoàn toàn vào bộ này (trừ họ Dactylopteridae chuyển sang bộ Syngnathiformes).
Cụ thể như sau:

### Bộ Kurtiformes
- Apogonidae
- Kurtidae

### Bộ Gobiiformes
- Phân bộ Trichonotoidei
  - Trichonotidae
- Phân bộ Gobioidei
  - Butidae
  - Eleotridae (gồm cả Xenisthmidae)
  - Gobiidae (gồm cả Microdesmidae + Kraemeriidae + Ptereleotridae + Schindleriidae, gồm các chi Aioliops, Nemateleotris, Oxymetopon, Parioglossus, Ptereleotris)
  - Odontobutidae
  - Rhyacichthyidae
  - Thalasseleotrididae
  - Oxudercidae (= Gobionellidae)
  - Milyeringidae

### Chuyển sang bộ Syngnathiformes
- Callionymidae
- Draconettidae
- Mullidae

### Bộ Scombriformes
- Amarsipidae
- Ariommatidae
- Arripidae[20]
- Bramidae
- Caristiidae
- Centrolophidae
- Chiasmodontidae
- Gempylidae
- Icosteidae
- Nomeidae
- Pomatomidae
- Scombridae
- Scombrolabracidae
- Scombropidae
- Stromateidae
- Tetragonuridae
- Trichiuridae

### Bộ Anabantiformes
- Phân bộ Anabantoidei
  - Anabantidae
  - Helostomatidae
  - Osphronemidae
- Phân bộ Channoidei
  - Channidae
- Phân bộ Nandoidei
  - Badidae
  - Nandidae
  - Pristolepididae

### Cấp bộincertae sedistrong Carangaria
- Centropomidae (gồm cả Latidae)
- Lactariidae[20][21]
- Leptobramidae
- Menidae
- Polynemidae
- Sphyraenidae
- Toxotidae

### Bộ Istiophoriformes
- Istiophoridae
- Xiphiidae

### Bộ Carangiformes
- Carangidae
- Coryphaenidae
- Echeneidae
- Nematistiidae
- Rachycentridae

### Cấp bộincertae sedistrong Ovalentaria
- Ambassidae
- Congrogadidae sensu Godkin và Winterbottom (1985) và Wainwright et al. (2012), trước đây là phân họ trong Pseudochromidae.
- Embiotocidae
- Grammatidae (không đơn ngành)
- Opistognathidae
- Plesiopidae
- Polycentridae
- Pomacentridae
- Pseudochromidae

### Bộ Cichliformes
- Cichlidae
- Pholidichthyidae (phiên bản cũ coi là bộ riêng Pholidichthyiformes)

### Bộ Blenniiformes
- Blenniidae
- Chaenopsidae
- Clinidae
- Dactyloscopidae
- Labrisomidae
- Tripterygiidae

### Cấp bộincertae sedistrong Eupercaria
- Callanthiidae
- Centrogenyidae (có thể thuộc về Uranoscopiformes)
- Dinolestidae
- Dinopercidae
- Emmelichthyidae
- Malacanthidae
- Monodactylidae
- Moronidae
- Parascorpididae
- Pomacanthidae
- Scatophagidae
- Sciaenidae
- Siganidae
- Sillaginidae

### Bộ Priacanthiformes
- Cepolidae
- Priacanthidae

### Bộ Caproiformes
- Caproidae

### Bộ Gerreiformes
- Gerreidae

### Bộ Lutjaniformes
- Haemulidae (gồm cả Inermiidae)
- Lutjanidae (gồm cả Caesionidae)

### Bộ Uranoscopiformes
- Ammodytidae
- Cheimarrichthyidae = Cheimarrhichthyidae
- Pinguipedidae
- Uranoscopidae

### Bộ Labriformes
- Labridae (gồm cả Scaridae và Odacidae)

### Bộ Lobotiformes
- Datnioididae
- Lobotidae
- Hapalogenyidae[20] = Hapalogeniidae

### Bộ Ephippiformes
- Drepaneidae
- Ephippidae

### Bộ Spariformes
- Lethrinidae
- Nemipteridae
- Sparidae (gộp cả Centracanthidae)[20]

### Bộ Chaetodontiformes
- Chaetodontidae
- Leiognathidae

### Bộ Acanthuriformes
- Acanthuridae
- Luvaridae
- Zanclidae

### Bộ Pempheriformes
- Acropomatidae (không đơn ngành)
- Banjosidae
- Bathyclupeidae[20]
- Champsodontidae
- Creediidae
- Epigonidae
- Glaucosomatidae
- Hemerocoetidae
- Howellidae
- Lateolabracidae
- Leptoscopidae
- Ostracoberycidae
- Pempheridae
- Pentacerotidae
- Polyprionidae (không đơn ngành)
- Symphysanodontidae[20]

### Bộ Centrarchiformes
- Phân bộ Centrarchoidei
  - Centrarchidae
  - Elassomatidae
  - Enoplosidae
  - Sinipercidae[22][23]
- Phân bộ Cirrhitioidei
  - Aplodactylidae[20]
  - Cheilodactylidae
  - Chironemidae[20]
  - Cirrhitidae
  - Latridae[20]
- Phân bộ Percichthyoidei
  - Percichthyidae (bao gồm cả Perciliidae).
- Phân bộ Percalatoidei
  - "Percalatidae" (percichthyoids và Percichthyidae sensu Johnson (1984) không là đơn ngành: Các loài ở Australia là Percalates colonorum và Percalates novemaculeata không có quan hệ họ hàng gần với các thành viên khác của họ Percichthyidae (Betancur-R. et al. (2013a); Chen et al. (2014b); Lavoué et al. (2014)), vì thế các loài này nên được đặt trong phân bộ của chính chúng (Peter Unmack pers. comm.; Lavoué et al. (2014)). Percalates được liệt kê như là danh pháp đồng nghĩa muộn của Macquaria,[24] nhưng loài điển hình của chi Macquaria (M. australasica) có quan hệ họ hàng gần với loài còn lại của chi Macquaria (M. ambigua) trong phạm vi họ Percichthyidae sensu stricto, vì thế cả hai tên gọi của các chi này đều là hợp lệ (Peter Unmack et al., pers. comm.; Lavoué et al. (2014)).)
- Phân bộ Terapontoidei
  - Dichistiidae[20]
  - Girellidae[25]
  - Kuhliidae
  - Kyphosidae
  - Oplegnathidae
  - Terapontidae

## Bộ Cá vược theo định nghĩa mới[18][19]
- Phân bộ Bembropoidei
  - Bembropidae[26]
- Phân bộ Normanichthyoidei
  - Normanichthyidae[26]
- Phân bộ Serranoidei sedis mutabilis
  - Serranidae
- Phân bộ Percoidei, định nghĩa giới hạn
  - Niphonidae
  - Percidae
  - Trachinidae
- Phân bộ Notothenioidei
  - Artedidraconidae
  - Bathydraconidae (không đơn ngành)
  - Bovichtidae
  - Channichthyidae
  - Eleginopsidae
  - Harpagiferidae
  - Nototheniidae (không đơn ngành)
  - Percophidae
  - Pseudaphritidae
- Phân bộ Scorpaenoidei, định nghĩa mới 
  - Scorpaenidae[26] (gồm cả Caracanthidae, không đơn ngành)
  - Sebastidae[26] (không đơn ngành)
  - Setarchidae[26]
  - Synanceiidae[26]
  - Tetrarogidae[26]
  - Apistidae[26]
  - Aploactinidae[26]
  - Congiopodidae[26]
  - Eschmeyeridae[26]
  - Gnathanacanthidae[26]
  - Neosebastidae[26]
  - Pataecidae[26]
  - Perryenidae[26]
  - Zanclorhynchidae[26]
- Phân bộ Platycephaloidei (= Bembroidei)
  - Bembridae[26]
  - Hoplichthyidae[26]
  - Parabembridae[26]
  - Platycephalidae[26]
  - Plectrogeniidae[26]
- Phân bộ Triglioidei sensu Jordan 
  - Peristediidae[26]
  - Triglidae[26]
- Phân bộ Cottioidei (= Cottimorpha sensu Li et al.) 
  - Cận bộ Anoplopomatales
    - Anoplopomatidae[26]

  - Cận bộ Zoarcales (= Zoarcoidei)
    - Anarhichadidae
    - Bathymasteridae (không đơn ngành)
    - Cryptacanthodidae
    - Eulophiidae
    - Pholidae
    - Ptilichthyidae
    - Scytalinidae
    - Stichaeidae (không đơn ngành)
    - Zaproridae
    - Zoarcidae

  - Cận bộ Gasterosteales
    - Aulorhynchidae
    - Gasterosteidae
    - Hypoptychidae

  - Cận bộ Zaniolepidoales
    - Zaniolepididae (sensu Smith & Busby (2014), trước đây là phân họ trong Hexagrammidae; không liệt kê bởi Eschmeyer (2014))

  - Cận bộ Hexagrammales
    - Hexagrammidae[26] (sensu stricto)

  - Cận bộ Cottales
    - Agonidae[26] (không đơn ngành, bao gồm cả Hemitripteridae[26])
    - Cottidae[26] (không đơn ngành, bao gồm cả Abyssocottidae;[26] Comephoridae[26] và Cottocomephoridae[26])
    - Cyclopteridae[26]
    - Jordaniidae
    - Liparidae[26]
    - Psychrolutidae[26] (gồm cả Bathylutichthyidae[26] và nhiều chi trước đây thuộc Cottidae)
    - Rhamphocottidae[26] (gồm cả Ereuniidae[26])
    - Scorpaenichthyidae
    - Trichodontidae